# Östen Warnerbring
Östen Warnerbring (Malmö, 22 de noviembre de 1932 – San Agustín, España, 18 de enero de 2006) fue un cantante, músico, compositor y letrista sueco, que dominaba diferentes estilos musicales. Comenzó como músico de jazz, pero con los años tuvo gran éxito como cantante de música popular así como cantando poesía sueca musicada por él mismo. En la década de 1970, se convirtió en uno de los primeros artistas suecos en usar el acento de Scania, su región natal, en sus actuaciones.
Representó a su país en el Festival de la Canción de Eurovisión 1967 con la canción Som en dröm, consiguiendo el 8.º puesto de un total de 17 países. 
Murió en un hotel en la localidad canaria de San Agustín.

## Melodifestivalen - Selección sueca para el Festival de Eurovisión
Warnerbring hizo numerosas apariciones en las los Melodifestivalen para ser elegido representante de Suecia en el Festival de la Canción de Eurovisión. La primera vez fue en 1959 con la canción Kungsgatans blues que finalizó cuarta. En 1960 lo volvió a intentar con Alla andra får varann, aunque ganó el concurso la SR decidió enviar a Siw Malmkvist a la final en Londres. Warnerbring interpretó dos canciones en la final de 1962, Lolo Lolita que quedó cuarta y Trollen ska trivas sexta. 
En 1967 volvió a ganar el concurso pero esta vez si fue él quien representó a Suecia en el Festival que tuvo lugar en Viena el 8 de abril de 1967.
Tras su victoria en 1967, Warnerbring defendió su título en 1968 asociándose con Svante Thuresson, y juntos lograron la quinta plaza con Här kommar pojkar. Volvió a intentarlo, en 1972, siendo segundo tras una canción firmada por Benny Andersson y Björn Ulvaeus. La canción de Warnerbring, Så’n e’ du så’n e’ jag acabó siete puntos por debajo del grupo ganador Family Four. Su último intento fue en 1974 con En mysig vals que quedó décima.